# 黄正五
黄 正五（ファン・チョンオ、朝: 황정오、英: Hwang Jung-Oh、1958年4月1日 - ）は大韓民国出身の柔道選手。慶尚北道亀尾市出身。階級は65kg級。身長167cm。

## 人物
1981年の世界選手権65kg級では準決勝で柏崎克彦に縦四方固で敗れたが3位となった。1984年ロサンゼルスオリンピックでは決勝で松岡義之に背負投げで有効を取られて敗れたものの銀メダルを獲得した。その後、テネシー州立大学に留学して体育学の修士号を取得すると、ケンタッキー州のジェファーソン郡ルイビルに移り、そこで子供の時に柔道とともに習っていたテコンドーの道場を開設した。さらに、ジェファーソン郡の公立学校の体育の科目にテコンドーを加えさせることに一役買うこととなった。

## 主な戦績
- 1981年 - アジア選手権　3位
- 1981年 - 世界選手権　3位
- 1983年 - アメリカ国際　2位
- 1984年 - アジア選手権　3位
- 1984年 - ロサンゼルスオリンピック　2位
- 1985年 - アメリカ国際　2位